# MOS Technology SID
MOS Technology 6581/8580 SID (Sound Interface Device, zvučni međusklop) je programabilni generator zvuka koji je bio ugrađen u kućna računala koje je proizvodila tvrtka Commodore International. Ovo je bio prvi integrirani krug te vrste koja je bio ugrađen u kućno računalo prije digitalne glazbene revolucije.

## Povijest
Rad na SIDu započeo je u siječnju 1981. godine pod pokroviteljstvom tvrke Commodore International koja je bila vlasnik tvrtke MOS Technologies gdje se ovaj integrirani krug dizajnirao i kasnije proizvodio. Voditelj tog projekta bio je inženjer Robert "Bob" Yannes, koji je s dvama tehničarima i CAD operaterom u pet mjeseca uspio razviti novi zvučni integrirani krug i dovesti ga u stanje da se može masovno proizvoditi. Yannesov cilj bio je proizvesti kvalitetan integrirani krug koji bi u sebi sadržavao kvalitete iz elektroničkih klavira iz toga vremena i prenijeti ga u svijet kućnih računala.

## Tehnička svojstva
| adresa (decimalno)          | funkcija                                                   | funkcija                                                   | funkcija                                                   | funkcija                                                   | funkcija                                                   | funkcija                                                   | funkcija                                                   | funkcija                                                   |
| --------------------------- | ---------------------------------------------------------- | ---------------------------------------------------------- | ---------------------------------------------------------- | ---------------------------------------------------------- | ---------------------------------------------------------- | ---------------------------------------------------------- | ---------------------------------------------------------- | ---------------------------------------------------------- |
| $d400 (54272)               | frequency voice 1 low byte                                 | frequency voice 1 low byte                                 | frequency voice 1 low byte                                 | frequency voice 1 low byte                                 | frequency voice 1 low byte                                 | frequency voice 1 low byte                                 | frequency voice 1 low byte                                 | frequency voice 1 low byte                                 |
| $d401 (54273)               | frequency voice 1 high byte                                | frequency voice 1 high byte                                | frequency voice 1 high byte                                | frequency voice 1 high byte                                | frequency voice 1 high byte                                | frequency voice 1 high byte                                | frequency voice 1 high byte                                | frequency voice 1 high byte                                |
| $d402 (54274)               | niži bajt radnog ciklusa pulsnog vala za 1. glas           | niži bajt radnog ciklusa pulsnog vala za 1. glas           | niži bajt radnog ciklusa pulsnog vala za 1. glas           | niži bajt radnog ciklusa pulsnog vala za 1. glas           | niži bajt radnog ciklusa pulsnog vala za 1. glas           | niži bajt radnog ciklusa pulsnog vala za 1. glas           | niži bajt radnog ciklusa pulsnog vala za 1. glas           | niži bajt radnog ciklusa pulsnog vala za 1. glas           |
|                             | 7..4                                                       | 7..4                                                       | 7..4                                                       | 7..4                                                       | 3..0                                                       | 3..0                                                       | 3..0                                                       | 3..0                                                       |
| $d403 (54275)               | —                                                          | —                                                          | —                                                          | —                                                          | viši bajt radnog ciklusa pulsnog vala za 1. glas           | viši bajt radnog ciklusa pulsnog vala za 1. glas           | viši bajt radnog ciklusa pulsnog vala za 1. glas           | viši bajt radnog ciklusa pulsnog vala za 1. glas           |
| $d404 (54276)               | upravljački registar za 1. glas                            | upravljački registar za 1. glas                            | upravljački registar za 1. glas                            | upravljački registar za 1. glas                            | upravljački registar za 1. glas                            | upravljački registar za 1. glas                            | upravljački registar za 1. glas                            | upravljački registar za 1. glas                            |
|                             | 7                                                          | 6                                                          | 5                                                          | 4                                                          | 3                                                          | 2                                                          | 1                                                          | 0                                                          |
|                             | šum                                                        | puls                                                       | piličasti                                                  | trokutni                                                   | test                                                       | prestenasta modulacija s 3. glasom                         | sinkronizacija s 1. glasom                                 | krug                                                       |
|                             | 7..4                                                       | 7..4                                                       | 7..4                                                       | 7..4                                                       | 3..0                                                       | 3..0                                                       | 3..0                                                       | 3..0                                                       |
| $d405 (54277)               | attack duration                                            | attack duration                                            | attack duration                                            | attack duration                                            | decay duration 1. glas                                     | decay duration 1. glas                                     | decay duration 1. glas                                     | decay duration 1. glas                                     |
| $d406 (54278)               | sustain level                                              | sustain level                                              | sustain level                                              | sustain level                                              | release duration                                           | release duration                                           | release duration                                           | release duration                                           |
| $d407 (54279)               | niži bajt frekvencije 2. glasa                             | niži bajt frekvencije 2. glasa                             | niži bajt frekvencije 2. glasa                             | niži bajt frekvencije 2. glasa                             | niži bajt frekvencije 2. glasa                             | niži bajt frekvencije 2. glasa                             | niži bajt frekvencije 2. glasa                             | niži bajt frekvencije 2. glasa                             |
| $d408 (54280)               | viši bajt frekvencije 2. glasa                             | viši bajt frekvencije 2. glasa                             | viši bajt frekvencije 2. glasa                             | viši bajt frekvencije 2. glasa                             | viši bajt frekvencije 2. glasa                             | viši bajt frekvencije 2. glasa                             | viši bajt frekvencije 2. glasa                             | viši bajt frekvencije 2. glasa                             |
| $d409 (54281)               | niži bajt radnog ciklusa pulsnog vala za 2. glas           | niži bajt radnog ciklusa pulsnog vala za 2. glas           | niži bajt radnog ciklusa pulsnog vala za 2. glas           | niži bajt radnog ciklusa pulsnog vala za 2. glas           | niži bajt radnog ciklusa pulsnog vala za 2. glas           | niži bajt radnog ciklusa pulsnog vala za 2. glas           | niži bajt radnog ciklusa pulsnog vala za 2. glas           | niži bajt radnog ciklusa pulsnog vala za 2. glas           |
|                             | 7..4                                                       | 7..4                                                       | 7..4                                                       | 7..4                                                       | 3..0                                                       | 3..0                                                       | 3..0                                                       | 3..0                                                       |
| $d40a (54275)               | —                                                          | —                                                          | —                                                          | —                                                          | viši bajt radnog ciklusa pulsnog vala za 2. glas           | viši bajt radnog ciklusa pulsnog vala za 2. glas           | viši bajt radnog ciklusa pulsnog vala za 2. glas           | viši bajt radnog ciklusa pulsnog vala za 2. glas           |
| $d40b (54283)               | upravljački registar za 2. glas                            | upravljački registar za 2. glas                            | upravljački registar za 2. glas                            | upravljački registar za 2. glas                            | upravljački registar za 2. glas                            | upravljački registar za 2. glas                            | upravljački registar za 2. glas                            | upravljački registar za 2. glas                            |
|                             | 7                                                          | 6                                                          | 5                                                          | 4                                                          | 3                                                          | 2                                                          | 1                                                          | 0                                                          |
|                             | šum                                                        | puls                                                       | piličasti                                                  | trokutni                                                   | test                                                       | prestenasta modulacija s 1. glasom                         | sinkronizacija s 1. glasom                                 | krug                                                       |
|                             | 7..4                                                       | 7..4                                                       | 7..4                                                       | 7..4                                                       | 3..0                                                       | 3..0                                                       | 3..0                                                       | 3..0                                                       |
| $d40c (54284)               | attack duration                                            | attack duration                                            | attack duration                                            | attack duration                                            | decay duration 2. glasa                                    | decay duration 2. glasa                                    | decay duration 2. glasa                                    | decay duration 2. glasa                                    |
| $d40d (54285)               | sustain level                                              | sustain level                                              | sustain level                                              | sustain level                                              | release duration 2. glasa                                  | release duration 2. glasa                                  | release duration 2. glasa                                  | release duration 2. glasa                                  |
| $d40e (54286)               | niži bajt frekvencije 3. glasa                             | niži bajt frekvencije 3. glasa                             | niži bajt frekvencije 3. glasa                             | niži bajt frekvencije 3. glasa                             | niži bajt frekvencije 3. glasa                             | niži bajt frekvencije 3. glasa                             | niži bajt frekvencije 3. glasa                             | niži bajt frekvencije 3. glasa                             |
| $d40f (54287)               | viši bajt frekvencije 3. glasa                             | viši bajt frekvencije 3. glasa                             | viši bajt frekvencije 3. glasa                             | viši bajt frekvencije 3. glasa                             | viši bajt frekvencije 3. glasa                             | viši bajt frekvencije 3. glasa                             | viši bajt frekvencije 3. glasa                             | viši bajt frekvencije 3. glasa                             |
| $d410 (54288)               | niži bajt radnog ciklusa pulsnog vala za 2. glas           | niži bajt radnog ciklusa pulsnog vala za 2. glas           | niži bajt radnog ciklusa pulsnog vala za 2. glas           | niži bajt radnog ciklusa pulsnog vala za 2. glas           | niži bajt radnog ciklusa pulsnog vala za 2. glas           | niži bajt radnog ciklusa pulsnog vala za 2. glas           | niži bajt radnog ciklusa pulsnog vala za 2. glas           | niži bajt radnog ciklusa pulsnog vala za 2. glas           |
|                             | 7..4                                                       | 7..4                                                       | 7..4                                                       | 7..4                                                       | 3..0                                                       | 3..0                                                       | 3..0                                                       | 3..0                                                       |
| $d411 (54275)               | —                                                          | —                                                          | —                                                          | —                                                          | viši bajt radnog ciklusa pulsnog vala za 2. glas           | viši bajt radnog ciklusa pulsnog vala za 2. glas           | viši bajt radnog ciklusa pulsnog vala za 2. glas           | viši bajt radnog ciklusa pulsnog vala za 2. glas           |
| $d412 (54290)               | upravljački registar za 3. glas                            | upravljački registar za 3. glas                            | upravljački registar za 3. glas                            | upravljački registar za 3. glas                            | upravljački registar za 3. glas                            | upravljački registar za 3. glas                            | upravljački registar za 3. glas                            | upravljački registar za 3. glas                            |
|                             | 7                                                          | 6                                                          | 5                                                          | 4                                                          | 3                                                          | 2                                                          | 1                                                          | 0                                                          |
|                             | šum                                                        | puls                                                       | piličasti                                                  | trokutni                                                   | test                                                       | prestenasta modulacija s 2. glasom                         | sinkronizacija s 1. glasom                                 | krug                                                       |
|                             | 7..4                                                       | 7..4                                                       | 7..4                                                       | 7..4                                                       | 3..0                                                       | 3..0                                                       | 3..0                                                       | 3..0                                                       |
| $d413 (54291)               | attack duration                                            | attack duration                                            | attack duration                                            | attack duration                                            | decay duration voice 3                                     | decay duration voice 3                                     | decay duration voice 3                                     | decay duration voice 3                                     |
| $d414 (54292)               | sustain level                                              | sustain level                                              | sustain level                                              | sustain level                                              | release duration voice 3                                   | release duration voice 3                                   | release duration voice 3                                   | release duration voice 3                                   |
| $d415 (53293)               | —                                                          | —                                                          | —                                                          | —                                                          | filter cutoff frequency low byte                           | filter cutoff frequency low byte                           | filter cutoff frequency low byte                           | filter cutoff frequency low byte                           |
| $d416 (53294)               | filter cutoff frequency high byte                          | filter cutoff frequency high byte                          | filter cutoff frequency high byte                          | filter cutoff frequency high byte                          | filter cutoff frequency high byte                          | filter cutoff frequency high byte                          | filter cutoff frequency high byte                          | filter cutoff frequency high byte                          |
| $d417 (53295)               | filter resonance and routing                               | filter resonance and routing                               | filter resonance and routing                               | filter resonance and routing                               | filter resonance and routing                               | filter resonance and routing                               | filter resonance and routing                               | filter resonance and routing                               |
|                             | 7..4                                                       | 7..4                                                       | 7..4                                                       | 7..4                                                       | 3                                                          | 2                                                          | 1                                                          | 0                                                          |
|                             | filter resonance                                           | filter resonance                                           | filter resonance                                           | filter resonance                                           | vanjski ulaz                                               | 3. glas                                                    | 2. glas                                                    | 1. glas                                                    |
| $d418 (54296)               | filter mode and main volume control                        | filter mode and main volume control                        | filter mode and main volume control                        | filter mode and main volume control                        | filter mode and main volume control                        | filter mode and main volume control                        | filter mode and main volume control                        | filter mode and main volume control                        |
|                             | 7                                                          | 6                                                          | 5                                                          | 4                                                          | 3..0                                                       | 3..0                                                       | 3..0                                                       | 3..0                                                       |
|                             | mute voice 3                                               | high pass                                                  | band pass                                                  | low pass                                                   | main volume                                                | main volume                                                | main volume                                                | main volume                                                |
| $d419 (54297)               | paddle x value (samo za čitanje)                           | paddle x value (samo za čitanje)                           | paddle x value (samo za čitanje)                           | paddle x value (samo za čitanje)                           | paddle x value (samo za čitanje)                           | paddle x value (samo za čitanje)                           | paddle x value (samo za čitanje)                           | paddle x value (samo za čitanje)                           |
| $d41a (54298)               | paddle y value (samo za čitanje)                           | paddle y value (samo za čitanje)                           | paddle y value (samo za čitanje)                           | paddle y value (samo za čitanje)                           | paddle y value (samo za čitanje)                           | paddle y value (samo za čitanje)                           | paddle y value (samo za čitanje)                           | paddle y value (samo za čitanje)                           |
| $d41b (54299)               | oscilator 3. glasa (samo za čitanje)                       | oscilator 3. glasa (samo za čitanje)                       | oscilator 3. glasa (samo za čitanje)                       | oscilator 3. glasa (samo za čitanje)                       | oscilator 3. glasa (samo za čitanje)                       | oscilator 3. glasa (samo za čitanje)                       | oscilator 3. glasa (samo za čitanje)                       | oscilator 3. glasa (samo za čitanje)                       |
| $d41c (54300)               | envelope voice 3 (read only)                               | envelope voice 3 (read only)                               | envelope voice 3 (read only)                               | envelope voice 3 (read only)                               | envelope voice 3 (read only)                               | envelope voice 3 (read only)                               | envelope voice 3 (read only)                               | envelope voice 3 (read only)                               |
| $d500.$d7ff (54528 – 55295) | SID registeri koji su preslikani (ali ne na Commodore 128) | SID registeri koji su preslikani (ali ne na Commodore 128) | SID registeri koji su preslikani (ali ne na Commodore 128) | SID registeri koji su preslikani (ali ne na Commodore 128) | SID registeri koji su preslikani (ali ne na Commodore 128) | SID registeri koji su preslikani (ali ne na Commodore 128) | SID registeri koji su preslikani (ali ne na Commodore 128) | SID registeri koji su preslikani (ali ne na Commodore 128) |